# Lyndon B. Johnson
Lyndon B. Johnson   (Stonewall, 27 d'agost de 1908 - Stonewall, 22 de gener de 1973) va ser un polític estatunidenc, president del seu país entre 1963 i 1969.

## Biografia
Fill del demòcrata Samuel Ealy Johnson, Jr. (1877-1937) i de Rebekah Baines, el 1934 va casar-se amb Lady Bird Johnson, amb qui tingué dos fills.

### Eleccions presidencials dels Estats Units de 1960
Afiliat al partit demòcrata, va ser escollit 37è vicepresident dels Estats Units en les eleccions presidencials de 1960 juntament amb el president John Fitzgerald Kennedy. Van ser elegits amb un 49,7% dels vots, derrotant el republicà Henry Cabot Lodge, Jr.. Fou vicepresident fins al 22 de novembre de 1963, quan assassinaren a John Fitzgerald Kennedy. Aquell mateix dia es convertí en el 36è president dels Estats Units.

### President dels Estats Units
Durant el seu primer mandat abans de les eleccions presidencials dels Estats Units de 1964, va aprovar la llei de drets civils (1964), la qual prohibí la discriminació racial als establiments públics.
Va ser reelegit president el 1964 amb un 61,10% dels vots, derrotant el republicà Barry Goldwater. Durant el seu segon mandat va aprovar molts programes socials: ajuda federal per l'educació, les arts i les humanitats, assegurança de salut per als ancians i pobres, habitatges de baix cost, i renovació urbana. La llei de 1965 va permetre als afroamericans, d'accedir a les urnes, posant fi a bona part de la discriminació racial i de la immigració.
Entre 1964 i 1965, es van iniciar diversos programes d'assistència social que van comprendre des de plans de promoció professional a l'ajuda a famílies amb nens a càrrec seu, passant per subvencions per als pobres, cantines escolars, suport a l'agricultura i al petit comerç, i extensió dels drets electorals a les minories marginades. Johnson va incrementar les despeses socials federals que el 1971 equivalien al 7,75% del PNB. D'una altra banda, el percentatge de pobres als EUA va descendir del 22% fins al 13% entre el 1959 i 1968.
La seva imatge de polític groller i provincià, contrasta amb la del seu telegènic predecessor, John Fitzgerald Kennedy. Se'l recorda també per la implicació del seu govern en el Cop d'Estat de 1964 al Brasil que va col·locar Humberto de Alencar Castelo Branco com a president del règim dictatorial a fi d'assegurar l'explotació dels jaciments de ferro de Minas Gerais per part d'empreses estatunidenques. Però també, i sobretot, per la responsabilitat que va tenir en el fet d'implicar els Estats Units en la guerra del Vietnam a partir de 1964. La seva aprovació va descendir notablement per aquests i d'altres fets. Va decidir que no es presentaria a les següents eleccions de 1968, essent nominat com a candidat Hubert Humphrey, que perdria davant del republicà Richard Nixon.

#### La guerra del Vietnam
L'incident del golf de Tonquín i la posterior resolució del golf de Tonquín van justificar una nova escalada nord-americana del conflicte al Vietnam. Creient que la República Democràtica del Vietnam s'acabaria debilitant amb bombardeigs intensos, Johnson i els seus assessors van ordenar a l'exèrcit nord-americà que iniciés l'Operació Rolling Thunder, una campanya de bombardeig contra el Nord que va començar el 13 de febrer de 1965 i va continuar fins a la primavera de 1967. Johnson també va autoritzar el primer dels molts desplegaments de tropes regulars de combat terrestre a Vietnam per lluitar contra el Front Nacional d'Alliberament del Vietnam (Viet Cong) sobre el terreny.

### Matrimoni i fills
El 17 de novembre de 1934, Johnson es va casar amb Claudia Alta Lady Bird Taylor de Karnack, Texas. Els dos es van conèixer per primera vegada després que va assistir al Centre de Dret de la Universitat de Georgetown a Washington, DC durant un semestre. Durant la seva primera cita, Johnson li va demanar que es casés amb ell; moltes dates després, finalment va acceptar. El casament va ser oficiat per Arthur R. McKinstry a l'església episcopal de Sant Marc de Sant Antonio. Van tenir dues filles: Lynda Bird el 1944 i Luci Baines el 1947. Johnson va donar noms als seus fills amb les inicials LBJ; el seu gos es deia Little Beagle Johnson, i la seva llar era el ranxo LBJ al Texas Hill Country. Les seves inicials eren als botons de puny, els cendrers i la roba. Durant el seu matrimoni, Johnson va tenir relacions amb nombroses dones, inclosa la socialite Alice Marsh, que era considerada, fora del seu matrimoni, la seva relació més important.

### Salut

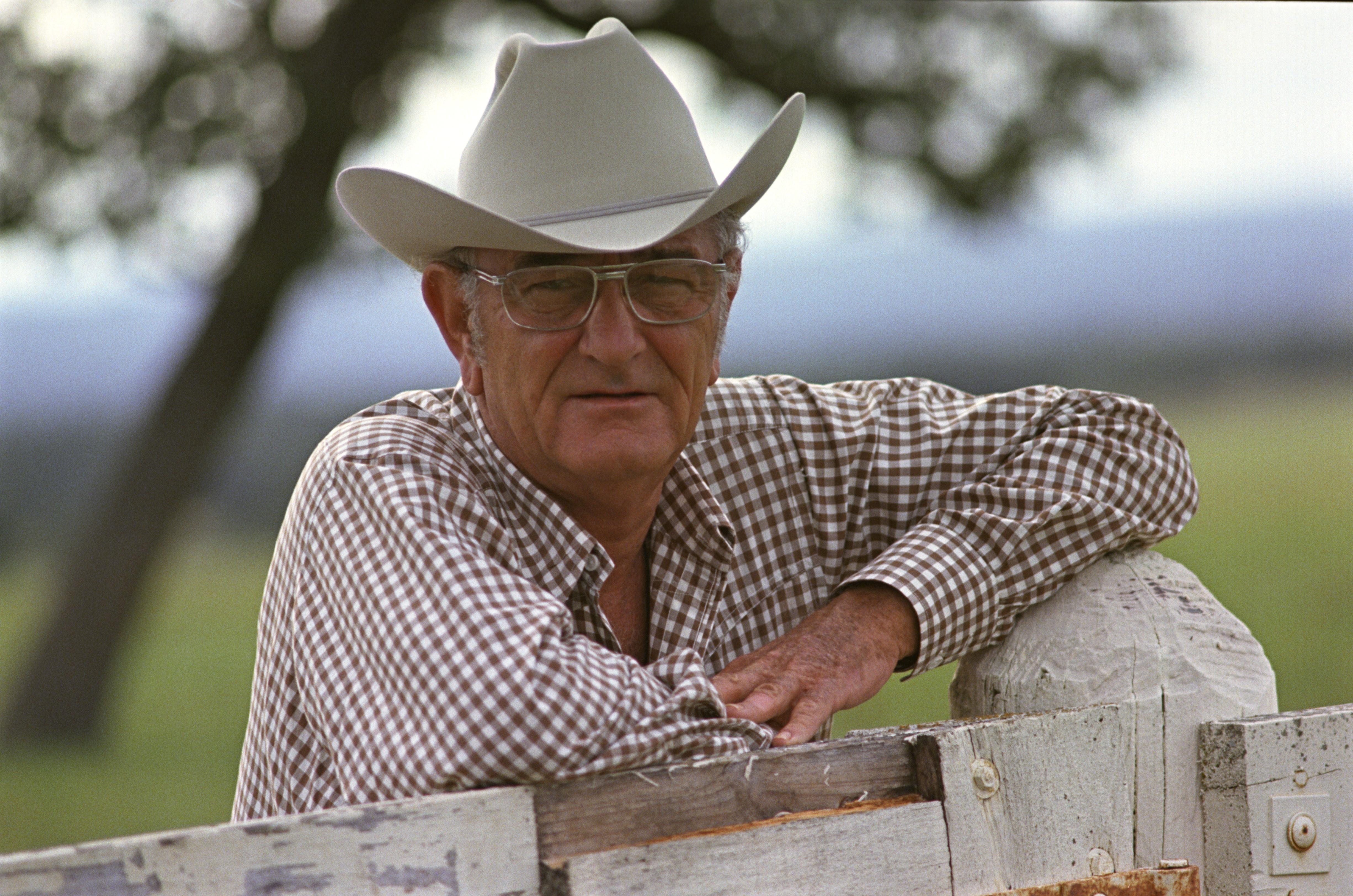
Johnson amb un barret de vaquer al seu ranxo de Texas, 1972

El 2 de juliol de 1955, als 46 anys, Johnson, un fumador de 60 cigarrets al dia, va patir un atac de cor gairebé mortal, que el va forçar a deixar de fumar. Cinc mesos després, els metges de Johnson van informar que havia aconseguit una recuperació molt satisfactòria.
Johnson probablement va patir un segon atac de cor després de l'assassinat del president Kennedy, però el diagnòstic publicat al públic va ser que tenia un atac d'angina.
El 8 de novembre de 1965, Johnson va ser operat a l'Hospital Naval de Bethesda per extirpar-li la vesícula biliar i un càlcul renal. Després del procediment, els metges de Johnson van informar que el president havia passat per la cirurgia com s'esperava. Va poder reprendre les seves funcions l'endemà, i es va reunir amb els periodistes un parell de dies després per assegurar a la nació que s'estava recuperant bé. Tot i que Johnson va quedar incapacitat durant la cirurgia, no hi va haver cap transferència de poder presidencial al vicepresident Humphrey. El març de 1970, Johnson va patir un atac d’angina i va ser traslladat a l'Hospital General de l'Exèrcit Brooke a San Antonio. Havia engreixat més de 11 kg des que va deixar la Casa Blanca; ara pesava al voltant de 196 kg i se li va instar a perdre pes considerable. Johnson també havia tornat a fumar poc abans de Nadal de 1971, havent no fumat des del seu atac de cor gairebé fatal el juliol de 1955. L'estiu següent, de nou agafat per dolors crònics al pit, va perdre 7 kg en menys d'un mes amb una dieta d'accident.
L'abril de 1972, Johnson va tenir un altre atac cardíac important mentre visitava la seva filla, Lynda, a Virgínia. «Estic fent molt mal», va confiar als amics. Els dolors al pit tornaven gairebé cada tarda — dolors que el deixaven espantat i sense alè. Al seu llit tenia un dipòsit d'oxigen portàtil i periòdicament interrompia el que estava fent per estirar-se i posar-se la màscara. Va continuar fumant molt i, tot i que nominalment va seguir una dieta baixa en calories i baixa en colesterol, només ho va mantenir de manera intermitent. Mentrestant, va començar a experimentar forts dolors abdominals, diagnosticats com a diverticulosi. La seva condició cardíaca va empitjorar ràpidament i es va recomanar una cirurgia. Johnson va volar a Houston per consultar amb l'especialista en cor Michael E. DeBakey, on va saber que el seu estat era terminal. DeBakey va trobar que, malgrat que dues de les artèries coronàries de Johnson necessitaven urgentment un bypass coronari, el cor de l'expresident estava en tan mal estat que probablement hauria mort durant la cirurgia.

## Mort i funeral

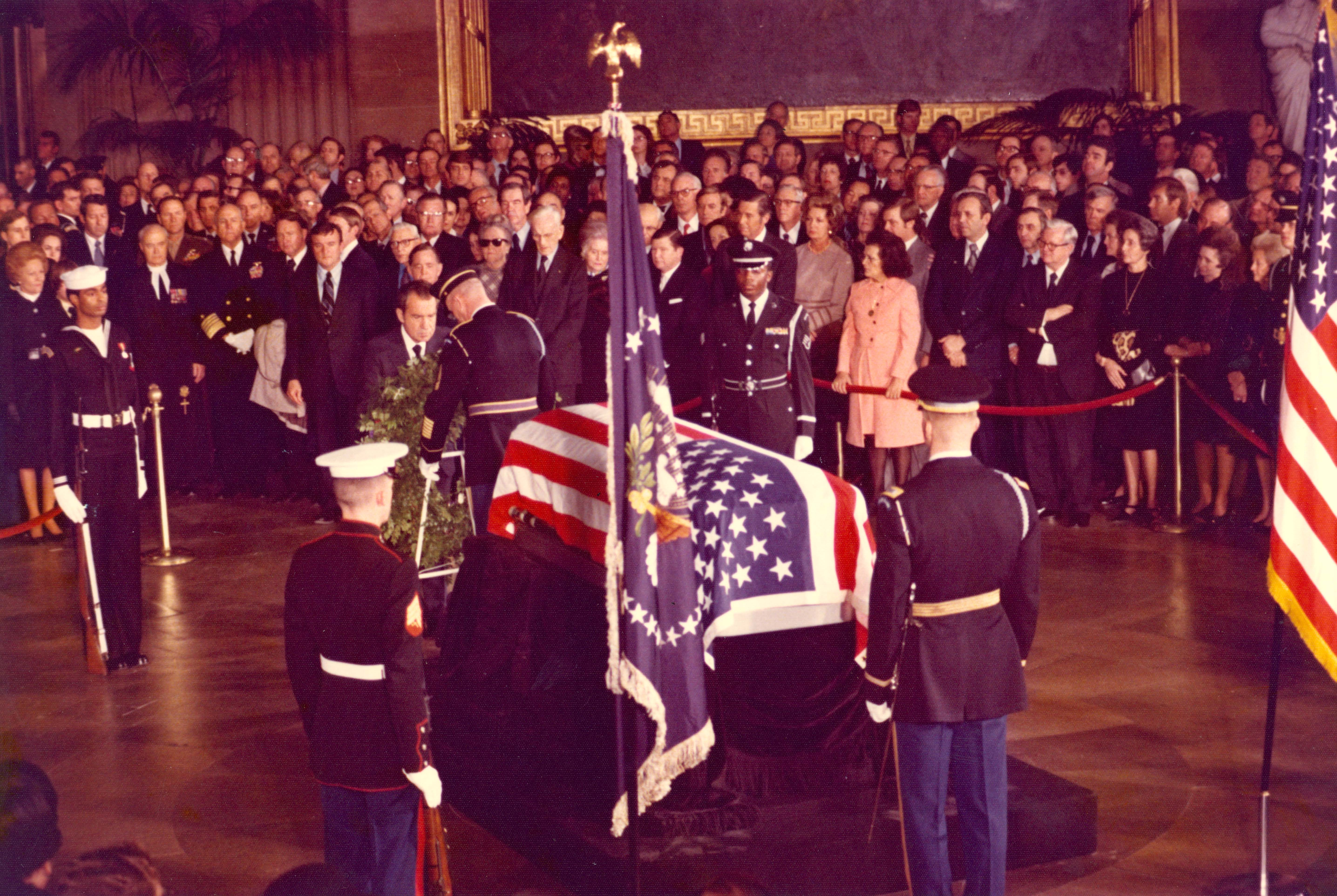
El president Richard Nixon va rendir els seus últims homenatges al seu predecessor, l'expresident Johnson el 1973

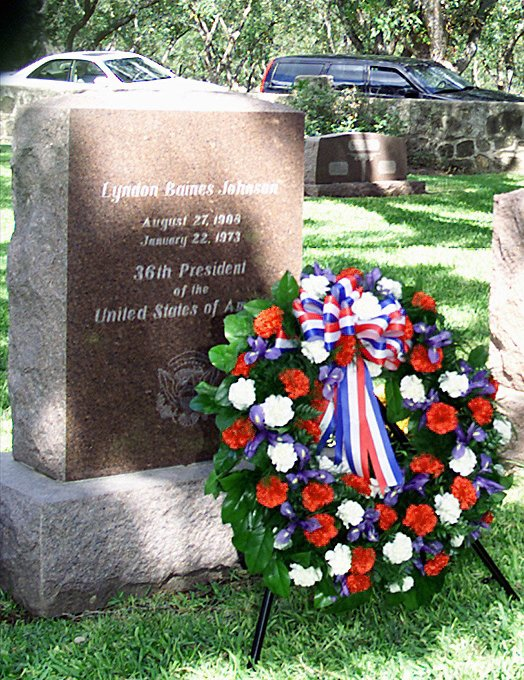
La tomba de Johnson

Johnson va gravar una entrevista televisiva d'una hora de durada amb el periodista Walter Cronkite al seu ranxo el 12 de gener de 1973, en la qual va parlar del seu llegat, especialment sobre el moviment dels drets civils. Encara fumava molt, i li va dir a Cronkite que era millor per al seu cor fumar que estar nerviós.
Aproximadament a les 3:40 PM Central del 22 de gener de 1973, Johnson va patir el seu darrer atac de cor al seu dormitori. Va aconseguir trucar als agents del Servei Secret del ranxo, que el van trobar encara sostenint el receptor del telèfon, inconscient i sembla que estava mort. Van intentar la reanimació i Johnson va ser transportat en un dels seus avions a l'aeroport internacional de San Antonio, en ruta al Brooke Army Medical Center. No obstant això, el cardiòleg i coronel de l'exèrcit George McGranahan el va declarar mort en arribar a l'aeroport a les 16:33. Johnson tenia 64 anys
Poc després que l'expresident fos declarat mort, el secretari de premsa de Johnson, Tom Johnson (sense relació) va telefonar a Cronkite per dir-li-ho. Cronkite estava presentant CBS Evening News en directe en el moment en què Johnson va arribar a ell, cosa que li va permetre informar sobre la mort del president Johnson mentre rebia informació directa. Nixon va esmentar la mort de Johnson en un discurs que va pronunciar l'endemà de la seva mort, anunciant l'acord de pau per posar fi a la Guerra del Vietnam.

### Funeral
Després de la Capella ardent a la seva biblioteca presidencial, Johnson va ser honrat amb un funeral d'estat. El congressista de Texas JJ Pickle i l'antic secretari d'estat Dean Rusk el van elogiar quan es trobava a l'estat al Capitoli. El funeral va tenir lloc el 25 de gener a la National City Christian Church a Washington, DC, on sovint havia adorat com a president. El servei va ser presidit pel president Nixon i hi van anar dignataris estrangers, liderats per Eisaku Satō, que havia exercit com a primer ministre japonès durant la presidència de Johnson. Els elogis van ser fets per George Davis, el pastor de l'església, i W. Marvin Watson, l'últim director general de correus de Johnson i un assessor de llarga data.
Johnson va ser enterrat al cementiri privat de la seva família a la casa on va néixer. Els elogis van ser pronunciats per l'antic governador de Texas Connally i Billy Graham, el ministre que oficiava els ritus d'enterrament. El funeral d'estat, l'últim per a un president fins al de Richard Nixon el 1994, va formar part d'una setmana inesperadament ocupada a Washington, començant amb la segona investidura de Richard Nixon després de les eleccions de 1972. Com que Johnson va morir només dos dies després de la inauguració, la resta de cerimònies al voltant de la inauguració es van cancel·lar per permetre un funeral d'estat complet. També va significar que l'arqueta de Johnson va recórrer tota la longitud del Capitoli, entrant per l'ala del Senat quan es va introduir a la Rotonda per quedar-se a l'estat i sortint per les escales de l'ala de la Cambra a causa de la construcció d'inauguració a les escales del Front Est.

## Personalitat i imatge pública
Johnson tenia la seva particular marca de persuasió, coneguda com "The Johnson Treatment". «No hi havia cap líder majoritari més poderós a la història estatunidenca», escriu el biògraf Robert Dallek. Dallek va afirmar que Johnson tenia biografies de tots els senadors, sabia quines eren les seves ambicions, esperances i gustos i ho va utilitzar al seu avantatge per aconseguir vots. Un altre biògraf de Johnson va assenyalar: «Podia aixecar-se cada dia i aprendre quines eren les seves pors, els seus desitjos, els seus desitjos, els seus desitjos i llavors podria manipular-los, dominar-los, persuadir-los i enganyar-los». Com a president, Johnson va vetar 30 projectes de llei; cap altre president de la història va vetar tants projectes de llei i mai no va tenir un sol anul·lat pel Congrés. Sovint era vist com una figura ambiciosa, incansable i imponent que era despietadament eficaç a l'hora d'aprovar la legislació. Normalment treballava de 18 a 20 hores diàries sense descans i no tenia activitats d'oci regulars.
El barret i les botes de vaquer de Johnson reflectien les seves arrels a Texas i l'amor per les muntanyes rurals. A partir de 101 ha de terra que li va cedir una tieta el 1951, va crear un a explotació de 1092 ha de ramaderia de treball amb 400 animals. El Servei de Parcs Nacionals manté un ramat de Johnson i manté la propietat del ranxo.
El biògraf Randall Woods argumenta que els temes de l'Evangeli social que Johnson va aprendre des de la infància li van permetre transformar els problemes socials en problemes morals. Això ajuda a explicar el seu compromís de llarga data amb la justícia social i va inspirar explícitament el seu enfocament de política exterior a l'internacionalisme cristià i la construcció de la nació. Per exemple, en un discurs de 1966 va citar extensament el Social Creed of the Methodist Church, afegint «Seria molt difícil per a mi escriure una descripció més perfecta de l'ideal americà».

## Llegat

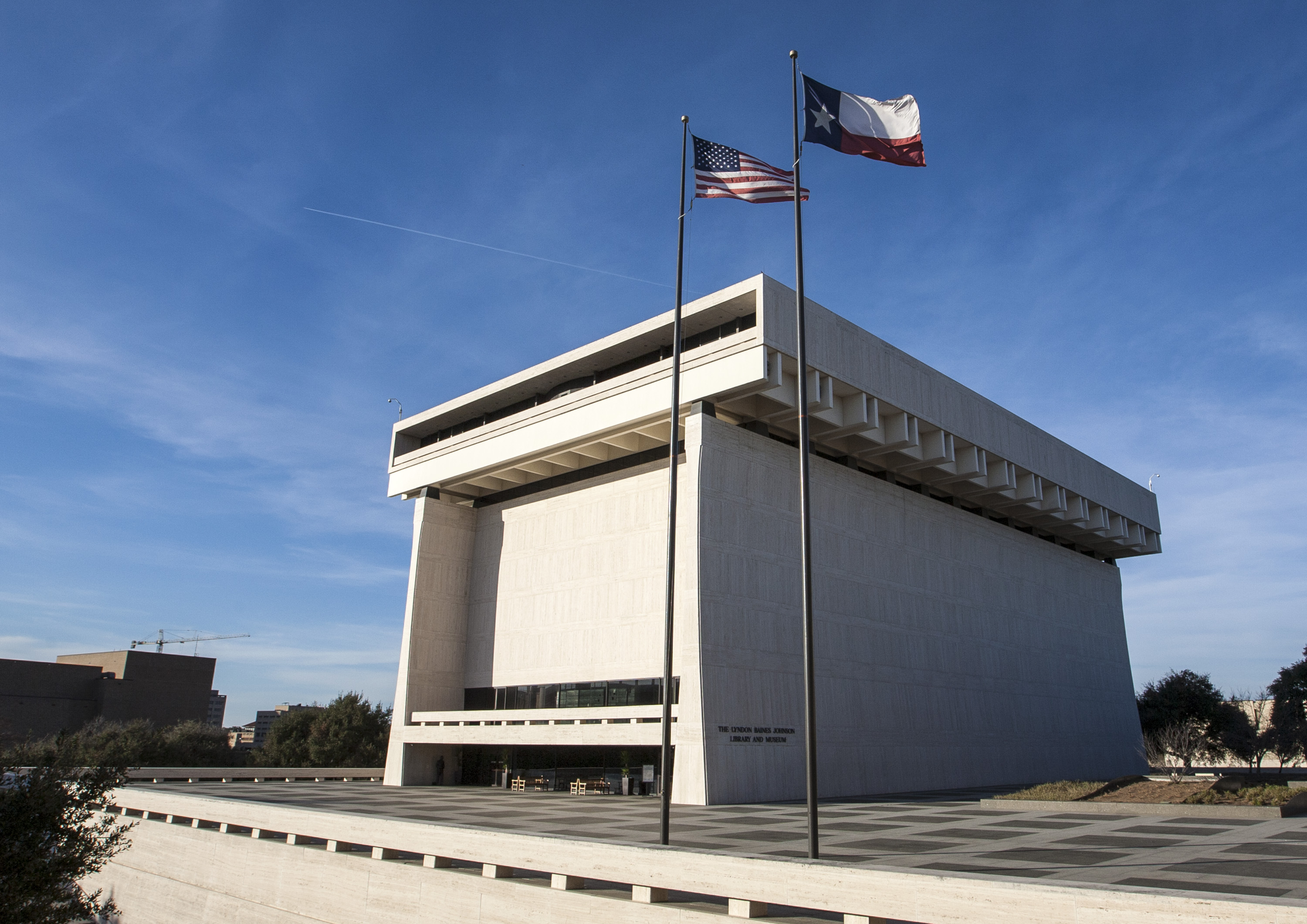
Lyndon Baines Johnson Library and Museum situat al campus de la Universitat de Texas a Austin

Els estudiosos han vist Johnson a través de la lent dels seus èxits legislatius i de la seva manca d'èxit a la Guerra del Vietnam. La seva valoració general entre els historiadors s'ha mantingut relativament estable, i la seva classificació mitjana és superior a qualsevol dels vuit presidents que el van seguir, encara que semblant a Reagan i Clinton. En les enquestes públiques sobre la favorabilitat presidencial de Johnson i dels presidents que el van succeir, Johnson tendeix a aparèixer més cap al final de les llistes, excepte generalment George W. Bush i Richard Nixon, i de vegades Gerald Ford.

L'historiador Kent Germany explica:
| « | L'home que va ser elegit a la Casa Blanca per un dels marges més amplis de la història dels Estats Units i va impulsar tanta legislació com qualsevol altre polític estatunidenc ara sembla que el públic el recorda millor per succeir a un heroi assassinat, dirigint el país a un embolic al Vietnam, enganyant la seva santa dona, exposant el seu ventre cosit, utilitzant blasfèmia, agafant gossos per les orelles, nedant nu amb assessors a la piscina de la Casa Blanca i buidant-se les entranyes mentre feia negocis oficials. De tots aquests problemes, la reputació de Johnson és la que més pateix per la seva gestió de la Guerra del Vietnam, cosa que ha eclipsat els seus drets civils i els seus èxits en política interna i va fer que el mateix Johnson lamentés la seva gestió de a dona que realment estimava. | » |

### Memorials
El Manned Spacecraft Center de Houston va ser rebatejat com a Centre Espacial Lyndon B. Johnson el 1973, i la seu del Departament d'Educació dels Estats Units va rebre el nom de Johnson el 2007. La Lyndon B. Johnson School of Public Affairs de la Universitat de Texas a Austin va rebre el seu nom en el seu honor, igual que la Lyndon B. Johnson National Grassland. També porta el seu nom les escoles d'Austin i Laredo, Texas; Melbourne, Florida; i Jackson, Kentucky. La interestatal 635 de Dallas s'anomena autopista Lyndon B. Johnson. El Lyndon Baines Johnson Memorial Grove al Potomac es va dedicar el 1976.
Johnson va rebre la Medalla Presidencial de la Llibertat a títol pòstum el 1980. Texas va crear un dia festiu estatal el 27 d'agost per commemorar l'aniversari de Johnson, conegut com el dia de Lyndon Baines Johnson.